# Estrategias de muestreo
Las estrategias de muestreo pueden basarse en un muestreo probabilístico o en un muestreo no probabilístico. 

## Muestreo probabilístico
En este tipo de muestreo se intenta que las generalizaciones que realizan a partir de las muestras, sean correctas. Se basan en la probabilidad. Cuánto más precisa y más amplia sea la muestra, más probabilidades habrá de que los resultados sean óptimos. 
Se conocen cuatro tipos de estrategias de muestreo: muestreo aleatorio simple, muestreo aleatorio estratificado, muestreo sistemático y muestreo sistemático estratificado.

### Muestreo aleatorio simple
Es considerado el método más sencillo. Mediante una tabla de números al azar se eligen las zonas que se quieren muestrear. Este tipo de muestreo posee algunos inconvenientes. Por un lado, supone definir de antemano los límites de un yacimiento, y no siempre se conocen con certeza. Por otro lado, el carácter aleatorio de las tablas numéricas provoca que en algunas áreas se acumulen las muestras, mientras que en otras permanecen intactas.

### Muestreo aleatorio estratificado
En este tipo de muestreo lo que se hace es dividir una región o un yacimiento teniendo en cuenta sus estratos naturales, como puede ser una tierra cultivada y un bosque. A continuación se seleccionan las cuadrículas, con base en números aleatorios,como en el muestreo aleatorio simple, pero con la diferencia de que se asigna a cada zona un número de cuadros proporcional a su superficie.

### Muestreo sistemático
Este tipo de muestreo se basa en el empleo de una red de lugares equidistantes, como por ejemplo eligiendo un cuadrado cada dos. Uno de los problemas que tiene es que es muy probable errar, ya que este método de espaciado regular corre el riesgo de errar (o acertar) todas las muestras sin excepción si la distribución misma es también constante. 

### Muestreo sistemático estratificado
Este tipo de muestreo se caracteriza por la combinación de elementos de los otros tipos de muestreo: muestreo aleatorio simple, aleatorio estratificado y sistemático. Es un intento de reducir la arbitrariedad en la toma de muestras.

## Muestreo no probabilístico
Esta estrategia de muestreo se basa en la intuición, la documentación histórica o una gran experiencia de campo de la zona. El muestreo no probabilístico no sería tan científico como pudiera ser el probabilístico, ya que si se quiere saber de forma cuantitativa la importancia de un yacimiento o región es más factible utilizar el muestreo probabilístico. Véase muestreo accidental, uno de los nombres del también llamado muestreo de oportunidad o muestreo de conveniencia. Desarrollado por RRS